# Lona publicitària

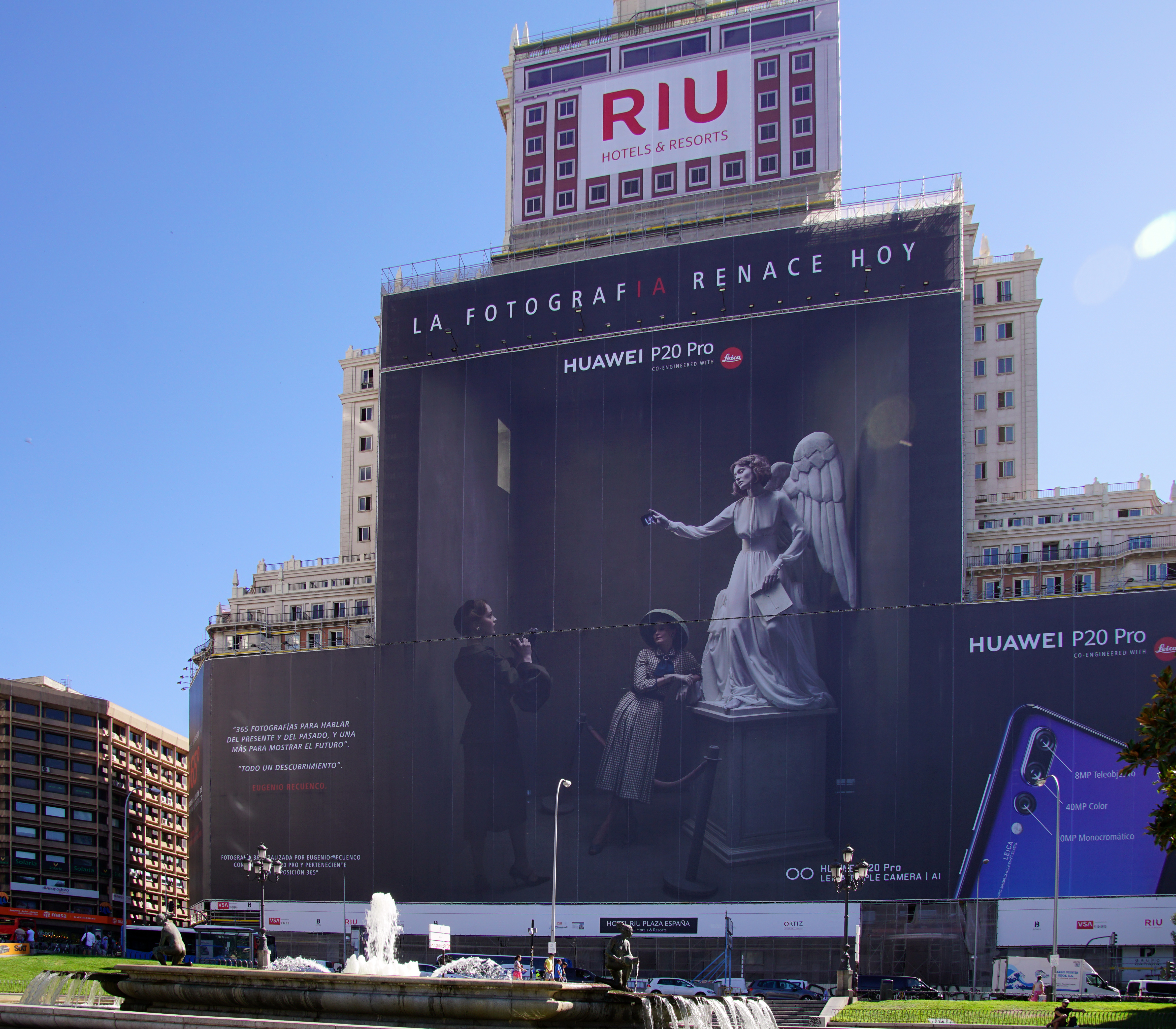
Imatge d'una lona publicitària a Madrid.

Una  lona publicitària  és un suport que es col·loca a l'aire lliure que conté imatges, eslògan si altres missatges publicitaris. Consisteix en una tela serigrafiada de grans dimensions a la qual s'han practicat uns orificis laterals. A través d'aquests, es passa una corda que es lliga a determinats suports exteriors quedant així exposada a la via pública.
Les seves ubicacions més habituals són:
- façanes d'edificis a les quals s'uneixen bé clavades (si tenen caràcter permanent) bé lligades a reixes, portes, finestres, etc. Són molt habituals en edificis públics, com ara museus, teatres, centres cívics, etc. servint per donar a conèixer determinats actes o agendes culturals. No obstant això, també es troben en edificis privats com a instrument difusor d'imatge o reclam publicitari.
- bastides, durant el temps que dura l'obra. En aquest cas, són molt demandades les localitzacions en edificis cèntrics i visibles que poden aconseguir un alt nombre d'impactes publicitaris. Actualment, les lones de bastida arriben enormes dimensions sense perdre resolució i feu ben presents en els nuclis històrics de les ciutats.

Altres ubicacions són:
- suports mòbils com a camions o semiremolcs publicitaris.
- laterals de grues per promocionar generalment el nom de l'empresa constructora.

Els avantatges de les lones respecte del tradicional cartell de paper o cartró són les següents:
- No necessiten ser encolades pel que són més fàcils d'instal·lar i retirar i poden canviar fàcilment d'ubicació.
- Pel seu material de fabricació resisteixen millor les variacions climatològiques i fenòmens atmosfèrics.
- Tenen millor presència que un cartell conferint als seus missatges una connotació de qualitat i prestigi.
- Els veïns de l'immoble reben un cànon mensual durant el temps que dura la reforma de la façana. Pot suposar fins i tot un superàvit per als comptes de la comunitat de propietaris.